# Michael Neumaier
Michael Neumaier (* 20. Januar 1958 in Bonn) ist ein deutscher Facharzt für Laboratoriumsmedizin und Klinischer Chemiker, der seit 2002 den Lehrstuhl für Klinische Chemie an der Medizinischen Fakultät Mannheim der Universität Heidelberg innehat und als Universitätsprofessor das Institut für Klinische Chemie der Universitätsmedizin Mannheim (UMM) leitet.

## Leben
Michael Neumaier studierte von 1979 bis 1985 Humanmedizin an der Rheinischen Friedrich-Wilhelms-Universität Bonn, an der er 1986 mit summa cum laude promoviert wurde (Titel der Dissertation: Isolierung von carcinoembryonalem Antigen und CEA-ähnlichen Antigenen mittels monoklonaler Immunabsorbentien: immunchemische Charakterisierung durch Transblots und strukturanalytische Untersuchungen). Von 1986 bis 1988 war er „Research Fellow“ der Deutschen Forschungsgemeinschaft (DFG) und beschäftigte sich mit der molekularen Klonierung von Mitgliedern der CEA-Genfamilie (Carcinoembryonales Antigen) sowie der genetischen Herstellung monoklonaler Mensch-Maus-Antikörper am City of Hope National Medical Center in Duarte, Kalifornien. Nach seiner Rückkehr aus den USA arbeitete er ab 1988 als Wissenschaftlicher Assistent am Institut für Klinische Chemie und Pathobiochemie der Universitätsklinik der Rheinisch-Westfälischen Technischen Hochschule Aachen und wechselte 1991 an das Universitätsklinikum Hamburg-Eppendorf. Seine Anerkennung als Klinischer Chemiker erwarb er 1992. Im Jahr 1994 wurde Neumaier in Klinischer Chemie und Immunologie  (Titel der Habilitationsschrift: Klonierung und molekulare Charakterisierung einer monoklonalen Idiotypkaskade mit Spezifität für das humane Carcinoembryonale Antigen: ein Konzept für eine spezifische Immundiagnostik sowie passive und aktive Immuntherapie kolorektaler Karzinome) an der Medizinischen Fakultät der Universität Hamburg habilitiert, an der er 1996 eine C3-Professur erhielt. 2002 nahm er den Ruf für den Lehrstuhl für Klinische Chemie an der Universitätsmedizin Mannheim der Universität Heidelberg an und leitet dort das Institut für Klinische Chemie.

## Ämter und Mitgliedschaften
In der Medizinischen Fakultät Mannheim der Universität Heidelberg diente Michael Neumaier zwischen 2013 und 2023 im Vorstand zwischen 2012 und 2015 als Studiendekan und ab 2015 Prodekan. Seit 2015 war er auch Mitglied des Verwaltungsrats der Universitätsmedizin Mannheim.
In der deutschen Fachgesellschaft Deutschen Gesellschaft für Klinische Chemie und Laboratoriumsmedizin (DGKL) hat er seit 1998 verschiedenste Funktionen inne.
Er gehört seit 1998 zum wissenschaftlichen Beirat des Referenzinstituts für Bioanalytik (RfB) der DGKL und war von 2011 bis 2015 Vorsitzender des Beirates. In 2009 gründete er die Sektion Molekulare Diagnostik der DGKL, die er bis 2013 leitete. Daneben war er Gründungsmitglied, ehemaliger Vorsitzender und derzeitiges Mitglied der DGKL-Arbeitsgruppen Molekulare und Chip Diagnostik, Bioinformatik und Biobanken. Er ist bis heute von der deutschen Bundesärztekammer (BÄK) ernannter nationaler Ringversuchsleiter am RfB mit Zuständigkeiten für das nationale External Quality Assessment in Laboratory Medicine-Ringversuchsprogramm. Seit 2004 agiert das von ihm geleitete Institut für Klinische Chemie in Mannheim als Referenzinstitut für die Molekular-genetische Diagnostik des RfB. Von 2016 bis 2019 war er Mitglied des Beirates der BÄK und Vorsitzender der Fachgruppe D5 Molekulargenetische und zytogenetische laboratoriumsmedizinische Untersuchungen.
Neumaier war Gründungsmitglied der deutschen nationalen Gendiagnostikkommission (GEKO) der deutschen Bundesregierung am Robert Koch-Institut in Berlin, deren Mitglied er zwischen 2009 und 2018 war. 2012 wurde er ins Präsidium der DGKL gewählt und bekleidete dort von 2014 bis 2015 das Amt des Präsidenten.
Innerhalb der European Federation for Clinical Chemistry (EFLM), die 43 nationale Fachgesellschaften aus den 102 Fachgesellschaften in der International Federation of Clinical Chemistry (IFCC) vertritt, wurde Michael Neumaier 2016 ins Präsidium gewählt und diente in der EFLM bis 2021 zunächst als President-elect, als Präsident sowie als Past-President. In der EFLM gründete er mehrere Arbeitskomitees, darunter die "Task Force European Regulatory Affairs" (TF-ERA), die sich mit regulatorischen Fragen der Europäischen Gesetzgebung im Bereich der Laboratoriumsmedizin befasst.
In der International Federation of Clinical Chemistry (IFCC) bekleidete Michael Neumaier verschiedene Funktionen in international besetzten Arbeitsgruppen und Komitees.
So war Gründungsmitglied des seit 2005 bestehenden Komitees für Clinical Molecular Biology Curriculum (C-CMBC/EMD) der Education and Management Division der IFCC und bis 2013 dessen Vorsitzender. Ab 2015 bekleidete er Mitgliedschaften in den Working Groups "Cancer Genomics" (C-CG), der IFCC Task Force für Pharmakogenetik sowie bis 2024 in der "cell-free DNA and related circulating biomarkers" (WG-cfDNA).
Die BioMed Alliance, eine Dachorganisation von 35 Europäischen biomedizinisch-wissenschaftlichen Fachgesellschaften, welche rund 400.000 Health Care Professionals als Mitglieder in Europa vertritt, wählte ihn im März 2024 zum Vorsitzenden der Task-Force In-vitro Diagnostik (TF-IVD).

## Werk
Die wissenschaftlichen Schwerpunkte von Michael Neumaier liegen im Bereich der molekularen Onkologie, molekularen Immunologie sowie bei den Qualitätssicherungssystemen komplexer, diagnostischer Verfahren in der Laboratoriumsmedizin. Die Bedeutung der Qualitätssicherung in der Labordiagnostik und der molekulargenetischen Diagnostik im Speziellen hat er in zahlreichen Publikationen nachgewiesen und weiterentwickelt. Ferner hat er sich wissenschaftlich mit präanalytischen Aspekten der biomolekularen Qualität klinischer Proben und Forschungsproben in Biobanken beschäftigt.
Ein früher Schwerpunkt seiner Forschung lag in der genetischen Aufklärung verschiedener Mitglieder der Genfamilie des carcinoembryonalen Antigens (CEA, CEACAM5) - darunter insbesondere des CEACAM1 - und der Untersuchung ihrer Funktion und Bedeutung für die frühe kolorektale Tumorigenese. CEACAM1 wurde dabei als ein möglicher Tumorsuppressor identifiziert, dessen Verlust zu einem Apoptoseverlust in frühen Kolonschleimhautzellen führt. In den letzten Jahren wurden im Institut für Klinische Chemie, zunächst in Zusammenarbeit mit Wolfgang Kaminski erstmals Zellen der myeloischen Differenzierungsreihe identifiziert, welche antigen-spezifische Immunrezeptoren explizieren können und hierin die Immun-Erkennungsfunktionen des lymphatischen Systems besitzen. Diese neuen Erkenntnisse brechen mit zentralen und alten Paradigmen der Immunologie. 2023 konnten Neumaier und seine Arbeitsgruppe in einer neuen Arbeit diese Zellen erstmals phänotypisch darstellen, einen ihrer Immunrezeptoren vollständig charakterisieren und ein Modellsystem für die biologischen Funktionen dieser neuen Population sog. variable immunoreceptor-expression myeloids (VIREM)-Zellen formulieren. Die Diagnostik molekularer Tumormarker in Form zell-freier somatisch mutierter Tumor-DNA im Plasma von Krebspatienten, auch bekannt als "Liquid Profiling" oder "Liquid Biopsy" ist ein neues diagnostisches Gebiet zur Früherkennung von Tumorrezidiven oder möglichen Therapieresistenzen stellt ein lang-etabliertes Forschungsfeld dar. Liquid Profiling hat ein hohes Potenzial, die zukünftige Krebsdiagnsotik im Labor zu revolutionieren, die behandelnden Ärzte mit kritischen Information für die Therapiewahl zu versorgen und eine bessere Krebsfrüherkennung zu ermöglichen. Das Institut war federführend in der Einführung der notwendigen Technologien und Qualitätssicherungssysteme innerhalb der Laboratoriumsmedizin in Deutschland und hat diese Diagnostik mittlerweile in die klinische Routinediagnostik des molekularen Tumorboards an der Universitätsmedizin Mannheim eingeführt.

## Wichtigste Publikationen
Michael Neumaier ist Autor bzw. Koautor von über 250 wissenschaftlichen Arbeiten, darunter:
- M. Neumaier, L. Shively, F. Chen et al.: Cloning of the genes for T84.66, an antibody that has a high specificity and affinity for carcinoembryonic antigen, and expression of chimeric human/mouse T84.66 genes in myeloma and Chinese hamster ovary cells. In: Cancer Res. Band 50, Nr. 7, 1990, S. 2128–2134 (cancerres.aacrjournals.org).
- M. Neumaier, S. Paululat, A. Chan et al.: Biliary glycoprotein, a potential human cell adhesion molecule, is down-regulated in colorectal carcinomas. In: Proceedings of the National Academy of Sciences. Band 90, Nr. 22, 1993, S. 10744–10748. PMC 47854 (freier Volltext).
- S. Nittka, J. Gunther, C. Ebisch et al.: The human tumor suppressor CEACAM1 modulates apoptosis and is implicated in early colorectal tumorigenesis. In: Oncogene. Band 23, Nr. 58, 2004, S. 9306–9313. doi:10.1038/sj.onc.1208259.
- M. Gerhard, H. Juhl, H. Kalthoff et al.: Specific detection of carcinoembryonic antigen-expressing tumor cells in bone marrow aspirates by polymerase chain reaction. In: Journal of Clinical Oncology. Band 12, Nr. 4, 1994, S. 725–729. doi:10.1200/JCO.1994.12.4.725.
- A. Braun, T. Deufel, W. Geilenkeuser et al.: External quality assessment of molecular biology-based methods used in laboratories of clinical chemistry and human genetics. In: Clinical chemistry and laboratory medicine. Band 36, Nr. 4, 1998, S. 231–234. doi:10.1515/CCLM.1998.03.
- M. Neumaier, A. Braun, C. Wagener: Fundamentals of quality assessment of molecular amplification methods in clinical diagnostics. In: Clinical Chemistry. Band 44, Nr. 1, 1998, S. 12–26. ISSN 0009-9147 (PDF)
- P. Ahmad-Nejad, A. Dorn-Beineke et al.: Methodologic European external quality assurance for DNA sequencing: the EQUALseq program. In: Clinical chemistry. Band 52, Nr. 4, 2006, S. 716–727. doi:10.1373/clinchem.2005.061572.
- P. Findeisen, D. Sismanidis, M. Riedl et al.: Preanalytical impact of sample handling on proteome profiling experiments with matrix-assisted laser desorption/ionization time-of-flight mass spectrometry. In: Clinical chemistry. Band 51, Nr. 12, 2005, S. 2409–2411. doi:10.1373/clinchem.2005.054585.
- P. Findeisen, S. Post, M. Neumaier: Addition of exogenous reporter peptides to serum samples before mass spectrometry-based protease profiling provides advantages over profiling of endogenous peptides. In: Clinical chemistry. Band 53, Nr. 10, 2007, S. 1864–1866. doi:10.1373/clinchem.2006.083030.
- V. Haselmann, P. Ahmad-Nejad, W. Geilenkeuser et al: Results of the first external quality assessment scheme (EQA) for isolation and analysis of circulating tumour DNA (ctDNA). In: Clinical Chemistry and Laboratory Medicine (CCLM). 2017. doi:10.1515/cclm-2017-0283.
- E. Tzanikou, V. Haselmann, A. Markou et al.: Direct comparison study between droplet digital PCR and a combination of allele-specific PCR, asymmetric rapid PCR and melting curve analysis for the detection of BRAF V600E mutation in plasma from melanoma patients. In: Clin Chem Lab Med. Band 58, Nr. 11, 25. Oct 2020, S. 1799–1807. doi:10.1515/cclm-2019-0783.
- V. Haselmann, M. Hedtke, M. Neumaier: Liquid Profiling for Cancer Patient Stratification in Precision Medicine-Current Status and Challenges for Successful Implementation in Standard Care. In: Diagnostics (Basel). Band 12, Nr. 3, 19. Mar 2022, S. 748. doi:10.3390/diagnostics12030748.
- M. Hedtke, R. Pessoa Rejas et al.: Liquid profiling of circulating tumor DNA in colorectal cancer: steps needed to achieve its full clinical value as standard care. In: Mol Oncol. Band 16, Nr. 10, May 2022, S. 2042–2056. doi:10.1002/1878-0261.13156.
- Q. Xu, A. Streuer, J. C. Jann et al.: Inhibition of lysyl oxidases synergizes with 5-azacytidine to restore erythropoiesis in myelodysplastic and myeloid malignancies. In: Nat Commun. Band 14, Nr. 1, 17. Mar 2023, S. 1497. doi:10.1038/s41467-023-37175-8.
- C. Gerhards, O. Evliyaoglu, V. Ast et al.: Epigenetic signatures of cfDNA enable a topological assignment of tissue damage. In: Clin Chem Lab Med. Band 62, Nr. 2, 1. Aug 2023, S. e37–e39. doi:10.1515/cclm-2023-0744.
- F. G. Özbay Kurt, A. Lepper, C. Gerhards et al.: Booster dose of mRNA vaccine augments waning T cell and antibody responses against SARS-CoV-2. In: Front Immunol. 2022 Oct 12;13:1012526. doi:10.3389/fimmu.2022.1012526.
- C. Gerhards, V. Haselmann et al.: Exploring the Synergistic Potential of Radiomics and Laboratory Biomarkers for Enhanced Identification of Vulnerable COVID-19 Patients. In: Microorganisms. Band 11, Nr. 7, 3. Jul 2023, S. 1740. doi:10.3390/microorganisms11071740.
- C. Gerhards, M. Steingass, A. Heininger et al.: The Impact of Clinical Factors and SARS-CoV-2 Variants on Antibody Production in Vaccinated German Healthcare Professionals Infected Either with the Delta or the Omicron Variant. In: Vaccines (Basel). Band 12, Nr. 2, 5. Feb 2024, S. 163. doi:10.3390/vaccines12020163.
- C. Cobbaert, E. D. Capoluongo, F. J. L. A. Vanstapel et al.: Implementation of the new EU IVD regulation - urgent initiatives are needed to avert impending crisis. In: Clin Chem Lab Med. 2021 Sep 15. doi:10.1515/cclm-2021-0975.
- F. J. L. A. Vanstapel, M. Orth, T. Streichert et al.: ISO 15189 is a sufficient instrument to guarantee high-quality manufacture of laboratory developed tests for in-house-use conform requirements of the European In-vitro-Diagnostics Regulation. In: Clin Chem Lab Med. Band 61, Nr. 4, 31. Jan 2023, S. 608–626. doi:10.1515/cclm-2023-0045.
- N. J. Beauchamp, R. N. Bryan, M. M. Bui et al.: Integrative Diagnostics: The Time Is Now-A Report From the International Society for Strategic Studies in Radiology. In: J Am Coll Radiol. Band 20, Nr. 4, Apr 2023, S. 455–466. doi:10.1016/j.jacr.2022.11.015.
- M. Kittel, P. Moorthy, S. Rao et al.: Triptychon: Usability evaluation and implementation of a web-based application for patients' lab and vital parameters. In: Digit Health. 2023 Nov 5;9:20552076231211552. doi:10.1177/20552076231211552.
- T. Fuchs, K. Puellmann, A. Emmert et al.: The macrophage-TCRαβ is a cholesterol-responsive combinatorial immune receptor and implicated in atherosclerosis. In: Biochem Biophys Res Commun. Band 456, Nr. 1, 2. Jan 2015, S. 59–65. doi:10.1016/j.bbrc.2014.11.034.
- T. Fuchs, M. Hahn, L. Ries et al.: Expression of combinatorial immunoglobulins in macrophages in the tumor microenvironment. In: PLoS One. 2018 Sep 21;13(9):e0204108. doi:10.1371/journal.pone.0204108.
- J. Heil, V. Olsavszky, K. Busch et al.: Bone marrow sinusoidal endothelium controls terminal erythroid differentiation and reticulocyte maturation. In: Nat Commun. 2021 Nov29;12(1):6963. doi:10.1038/s41467-021-27161-3.
- T. Fuchs, K. Puellmann, C. Wang et al.: Trilineage Sequencing Reveals Complex TCRβ Transcriptomes in Neutrophils and Monocytes Alongside T Cells. In: Genomics Proteomics Bioinformatics. Band 19, Nr. 6, Dec 2021, S. 926–936. doi:10.1016/j.gpb.2019.02.004.
- M. Neumaier, S. Giesler, V. Ast et al.: Opsonization-independent antigen-specific recognition by myeloid phagocytes expressing monoclonal antibodies. In: Sci Adv. 2023 Sep;9(35):eadg1812. doi:10.1126/sciadv.adg1812.

## Ehrungen
1993 wurde Michael Neumaier von der Werner-Otto-Foundation für Fortschritte in der Medizin ausgezeichnet, 1994 erhielt er den Gábor-Szász-Preis der Deutschen Gesellschaft für Klinische Chemie (DGKC) und 1998 den Konietzny Award der Krebsgesellschaft in Hamburg. Seit 2007 ist Michael Neumaier Gastprofessor der Universität von Zagreb. 2011 wurde er auf dem Weltkongress der Labormedizin der IFCC in Berlin für den Aufbau eines globalen Netzwerks zur internationalen Schulung und Verbreitung der molekularen Diagnostik sowie deren Qualitätssicherung mit dem Abbott-Award, der höchsten Auszeichnung der International Society of Clinical Chemistry and Laboratory Medicine (IFCC) geehrt.